# Atlantis (filme)
Atlantis (br: Atlantis - Um Mundo Além das Palavras; pt: Atlantis) é documentário francês de 1991 dirigido, escrito e produzido por Luc Besson e com trilha sonora de Éric Serra.

## Sinopse
Em um trabalho pouco conhecido, Luc Besson passou dois anos filmando este documentário sobre a flora e a fauna submarina de diversos lugares do mundo, tais como Vancouver, Taiti e Pólo Norte. Um filme sem atores e - exceto a última - com cenas totalmente feitas embaixo d'água.

## Divisão do filme
O filme é dividido nas seguintes partes:

### Premier jour(primeirodia)
- La lumiére (a luz)
- L'esprit (o espírito)
- Le mouvement (o movimento)
- Le jeu (a brincadeira)
- La grâce (a graça)
- La nuit (a noite)
- La foi (a fé)
- La tendresse (a ternura)
- L'amour (o amor)
- La haine (o ódio)

### Dernier jour(último dia)
- La naissance (o nascimento)